# WOL (Wirtschaftsoberleitung)

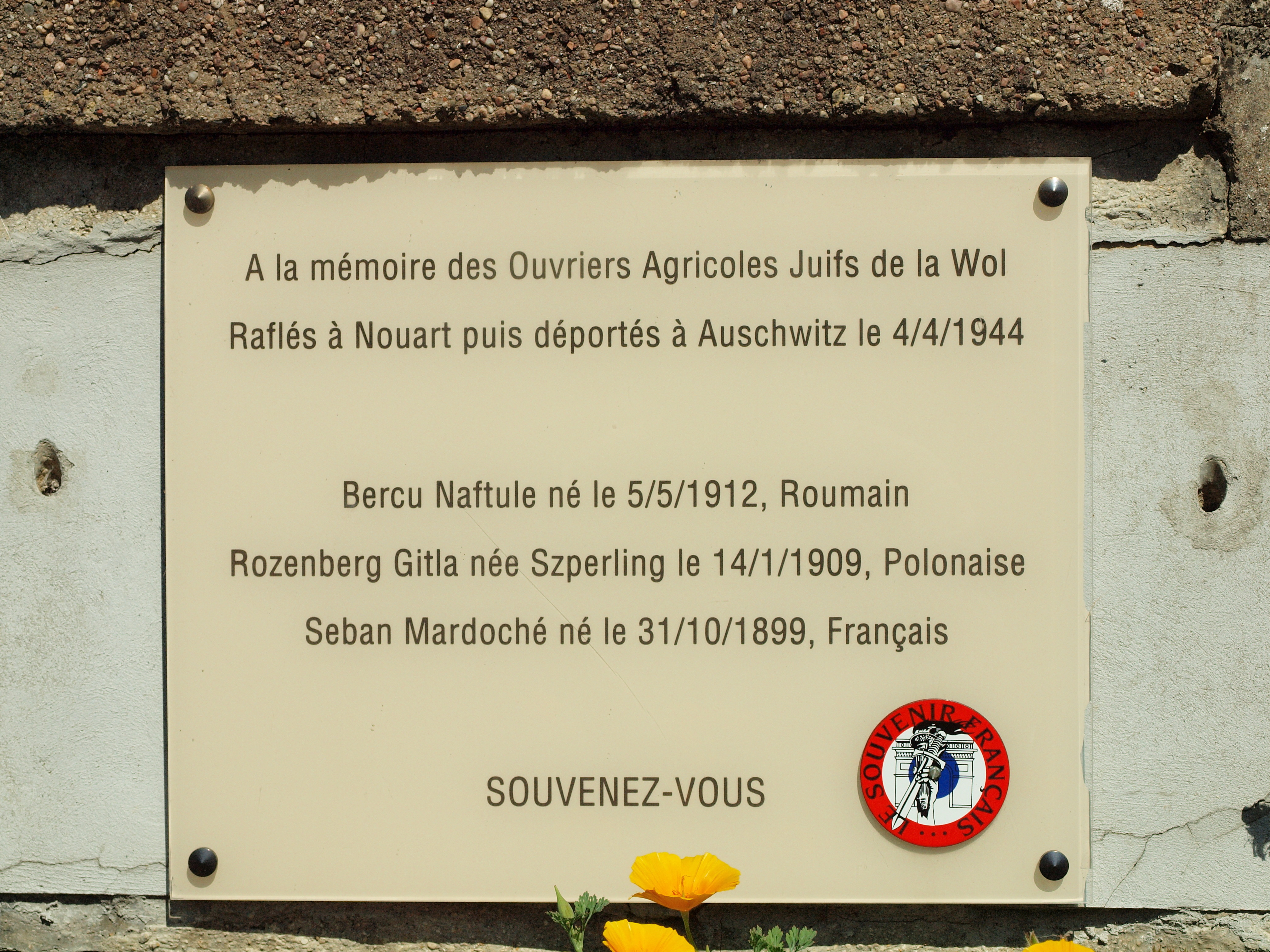
Mémorial aux travailleurs de la WOL, déportés à Auschwitz

La WOL (abréviation du mot allemand « Wirtschaftoberleitung ») signifiant « Gestion économique » est une opération de gestion des services d'exploitation agricole dans les territoires occupés durant la Seconde Guerre mondiale, une colonisation agricole organisé par l'Allemagne nazie ayant été mise en place entre 1940 et 1944 dans le département français des Ardennes et, partiellement, dans celui de la Meuse sous l'appellation WOL III. 
Placé sous l'administration conjointe de la société Ostland et du Ministère de l'Alimentation et de l'Agriculture du Reich, ce type d'opération est également liée à l'exploitation économique de prisonniers de guerre, d'ouvriers agricoles locaux et étrangers, ainsi qu'un grand nombre de personnes déportées en tant que travailleurs forcés.

## Historique
Après la défaite française en juin 1940, La ligne du Nord-Est (Nordost Linie en allemand) ou ligne noire (également appelée « ligne du Führer ») est créée le 7 juillet 1940 et mise en fonction le 20 juillet de la même année. Elle s'étend de la Somme à la frontière suisse. 
Dans cette zone, l'occupant a créé une « Zone réservée » dans laquelle, le Reich a prévu une gestion agricole. Cette disposition, dénommée localement WOL III, a entrainé une main mise de 170 000 hectares et de 11 300 exploitations par gouvernement du IIIe Reich.
Cette opération de gestion des services d'exploitation agricole est liée à l'Ostdeutsche Landbewirtschaftung-gesellschaft mise en place par l’Ostland pour désigner initialement l'exploitation des terres des pays occupés situés à l'est de l'Allemagne mais sur un secteur bien plus vaste.

## Organisation
Le siège de la WOL était situé à Paris. Un responsable avait été nommé pour gérer le territoire du département des Ardennes, lequel était divisé en trois cercles (Kreise) et 27 districtes (Bezirke). Les communes concernées hébergeaient des chefs de culture (Betriebleiter), tous allemands et habitants dans des maisons réquisitionnées par l'occupant (dont le château d'Hardoncelle). Les travailleurs agricoles avaient diverses origines, des prisonniers de guerre français ou nord-africains, des ouvriers étrangers répertoriés comme chômeur et à compter de 1943, de nombreux déportés polonais (estimés à 20 000 personnes). L'occupant fit également travailler des agriculteurs locaux spoliés (souvent revenus dans la zone interdite) et dés lors exploités par les Betriebleiter pour cultiver leurs propres champs réquisitionnés. La majeure partie de la production était expédiée en Allemagne mais les rendements restaient très faibles.

## Postérité

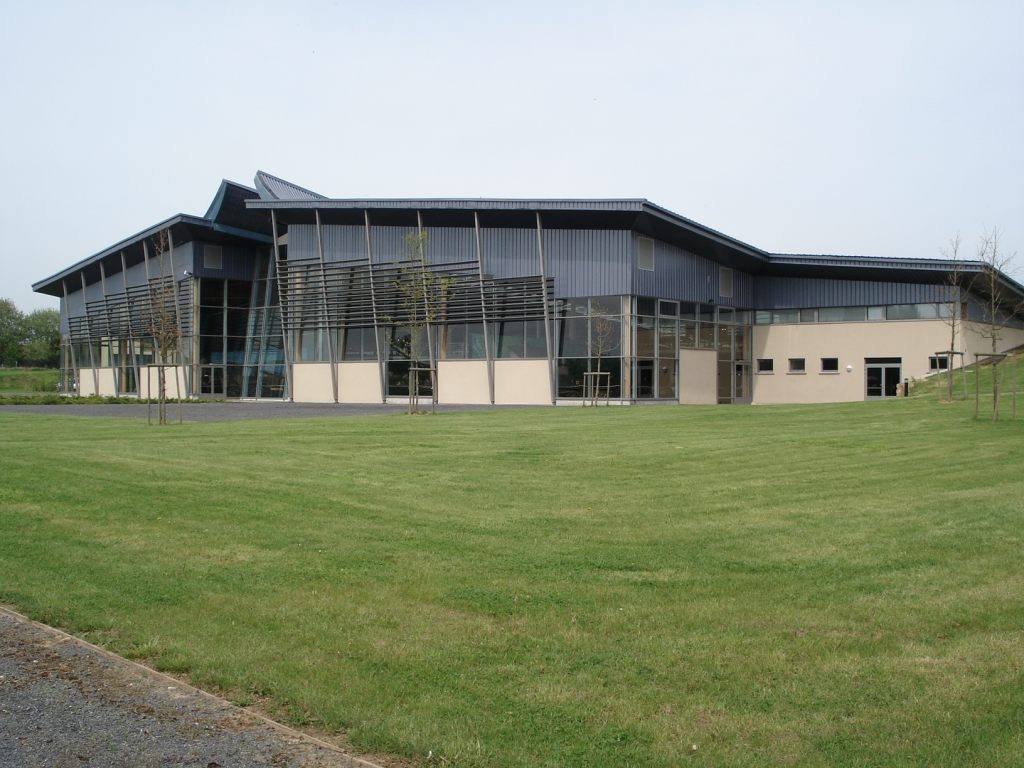
Musée Guerre et Paix en Ardennes.

Depuis le 30 novembre 2024, un nouvel espace muséographique a été créé au Musée Guerre et Paix en Ardennes, situé à Novion-Porcien, lequel présente cette opération sous le nom de « La WOL dans Les Ardennes – Août 1940-Août 1944 ». Un tracteur Lanz Bulldog datant de 1941 utilisé par la WOL dans une ferme ardennaise y est exposé.